# Chapula, Hidalgo
Chapula är en ort i Mexiko.   Den ligger i kommunen Tianguistengo och delstaten Hidalgo, i den sydöstra delen av landet, 160 km norr om huvudstaden Mexico City. Chapula ligger 618 meter över havet och antalet invånare är 331.
Terrängen runt Chapula är huvudsakligen kuperad, men åt nordväst är den bergig. Chapula ligger nere i en dal. Runt Chapula är det ganska tätbefolkat, med 75 invånare per kvadratkilometer. Närmaste större samhälle är Zacualtipán, 18,3 km sydväst om Chapula. I omgivningarna runt Chapula växer i huvudsak städsegrön lövskog.